# ロシアン・マフィア
ロシアン・マフィア（露: русская мафия，ルースカヤ・マーフィヤ）は、ロシア系の犯罪組織の総称。グルジア、アルメニア、アゼルバイジャンなどといったロシアの近隣諸国のマフィアもロシア国内に存在し、これらもまたロシアンマフィアと言われることがある。
ロシアンマフィアはソビエト連邦末期の混乱期から活発化したと言われるが、多民族国家を反映してロシア系、チェチェン系などあって統一されているわけではなく、単にロシア国内の犯罪組織がロシアン・マフィアと呼ばれている。いっぽう犯罪者とは行かないまでも、共産党政権崩壊後に国有財産の払い下げを受けて財閥に成長した寡頭資本家層（オリガルヒ）もマフィアと呼ばれるなど、その定義は確立されていない。
ロシア内務省の報告によると、組織の数は5600以上にも及び、構成員の数は50万人ほどである。しかも今やロシア国民総生産|GNPの40%を、こうした犯罪組織が稼いでいるとも言われている。CIA（アメリカ中央情報局）などの調べによると、ロシア国外では現在、約200もの組織が南北アメリカやイスラエル、東ヨーロッパおよび中央ヨーロッパを中心として全世界58カ国で活動している模様である（2008年時点）。
闇市場のブローカーから手を広げたロシアンマフィアの主な活動は、小規模な組織なら恐喝、売春などを主に行う、逆に大規模な組織なら国営企業や民間企業の乗っ取り、薬物売買、マネーロンダリング、武器の密輸などを行う。
ロシア国内にあっては、中部地方、シベリア地方、ウラル地方、南部地方で組織の数が多い。

## 起源
ロシアンマフィアの起源は15世紀から16世紀頃に現れた反政府武装集団、あるいは奴隷制時代の農奴であるとも、さらにはロシア帝国時代の囚人ではないかとも言われており、はっきりと判明してはいない。彼らのような犯罪集団は、旧ソ連時代の社会主義体制下を生き抜き、ペレストロイカによって、ブラックマーケットから自由市場経済の世界に伸し上がって来た。 また、90年代初頭に、冷戦時代資本主義国家へのテロリズムを先導していたソ連国家保安委員会(KGB)などの元諜報員やアフガン紛争の帰還兵が、変革により社会で行き場を持てなかったことでこういった犯罪組織に参入したとも言われている。
1994年におけるロシア内務省の報告によれば、ソビエト連邦期の犯罪組織の総数は800ほどであったものの、これがゴルバチョフ政権下にあって5700ほどにまで増加。更に1996年には8000を数えるまでに増加している。それら各組織の人員規模はそれぞれ50名から1000名ほどとなっていた。

## 国際的展開
2009年におけるイタリアの検事報告は、ロシア国外に活動するロシアンマフィアの人員総数を30万以上と見積もっている。南ドイツ新聞の報告によれば、ヨーロッパに活動するロシアンマフィアの人員総数はおよそ16万と見積もられ、イタリア系の7万を超える最大勢力となっている。中でも初の進出国かつ最大の『受け入れ国』と言われるポーランドでは2万名以上が活動しているものと見られている。イタリアにおいてはコーサ・ノストラと提携したうえで農林関係産業と船舶業者を事実上の完全支配下に置き、スペインにおいては違法薬物ならびに違法銃器市場の9割を掌握していると見られている。
アメリカ大陸にあっては、南アメリカから北アメリカへの潜水艦を用いての違法薬物の密輸や、マリアナ諸島やグアムを用いてのマネーロンダリング（資金洗浄）への着手などが確認されている。メキシコのいわゆる麻薬王らが米国への麻薬輸出から上げた利益のうちの3割はロシアンマフィアを通して洗浄されているという。
南米コロンビアの左翼ゲリラ・FARC（コロンビア革命軍）に武器を供給する代わりに同ゲリラから麻薬を仕入れていると見られている。コロンビアからヨーロッパへのコカイン流通の3割以上を掌握しているという。
極東のウラジオストクは外国マフィアとの窓口であり、北東アジア諸国を相手に武器と麻薬を密輸している。サハリン州ではおよそ13の大規模な組織が活動しており、日本の水産関係者とのトラブルが確認されてきたほか、日本のヤクザと連携しているともいわれる。
日本における活動の拠点は北海道で、盗難車の密輸出や、大麻・アヘンなどの違法薬物の密輸入、銃器の密輸入、オホーツク海で密漁したカニの密輸入などに着手してきたという。
盗難車の密輸出に関しては、小樽港や石巻港、新潟港などを経由してこれを行ってきたという当事者による証言がある。
北海道警察本部はロシアンマフィア対策を最重要課題としてきた。

## 著名なロシアンマフィア
- セミオン・モギレヴィッチ（英語版） - ユダヤ系ウクライナ人。1990年代までに東欧地域最大の犯罪組織を築いた“ロシアンマフィア”の首領として知られる人物で、米国連邦捜査局が選定するFBI10大最重要指名手配にその名を連ね[8]、FBIから「世界で最も危険なギャング」と呼ばれている[9][10]。
- ヴャチェスラーフ・イヴァニコーフ - ヤポンチク。仲間内からヴォール・ヴ・ザコーネ（規律ある泥棒、вор в законе）と尊称された。
- アリムジャン・トフマフノフ（英語版） - タイワンチク

ボス
組織
- ソルンツェフスカヤ・ブラトヴァ（英語版） - 最大のロシアンマフィアであり、2015年時点で世界1位の収益を得た犯罪組織とされる。

## 登場するメディア作品

### 映画
- 処刑人
- イースタン・プロミス
- イコライザー
- ジョン・ウィック
- ジョン・ウィック:チャプター2
- マキシマム・リスク
- レッドブル
- 007 ゴールデンアイ
- ジャッカル
- トレーニング デイ
- リトル・オデッサ
- バッドボーイズ2バッド
- アンダーカヴァー
- 沈黙の鎮魂歌
- SAFE/セイフ
- われらが背きし者
- トリプル9 裏切りのコード
- ブルー・ダイヤモンド
- Marvel デアデビル
- バットマン ゴッサムナイト
- 明日があるさ THE MOVIE
- Mr.ノーバディ

### 漫画
- ブラック・ラグーン（月刊サンデージェネックス）
- アーサーGARAGE（週刊ヤングマガジン）
- ゴルゴ13（作：さいとう・たかを、ビッグコミック）
- ルサルカは還らない（作：御厨さと美、集英社）
- 韃靼タイフーン（作：安彦良和、メディアファクトリー）
- ギャラリーフェイク（作：細野不二彦、小学館）
- ディアスポリス 異邦警察 (モーニング)

### ゲーム
- グランド・セフト・オートシリーズ
- マーセナリーズ